# Викотівська сільська рада
Викотівська сільська рада — орган місцевого самоврядування у Самбірському районі Львівської області. Адміністративний центр — село Викоти.

## Населені пункти
Сільській раді підпорядковані населені пункти:
- с. Викоти

## Склад ради
Рада складається з 16 депутатів та голови.

### Керівний склад ради
| ПІБ                          | Основні відомості                                                                          | Дата обрання | Дата звільнення |
| ---------------------------- | ------------------------------------------------------------------------------------------ | ------------ | --------------- |
| Вихованський Ігор Михайлович | Сільський голова, 1973 року народження, освіта вища                                        | 26.03.2006   | 31.10.2010      |
| Вихованський Ігор Михайлович | Сільський голова, 1973 року народження, освіта вища, член політичної партії «Наша Україна» | 31.10.2010   |                 |

Примітка: таблиця складена за даними джерела